# Kreis Gjirokastra

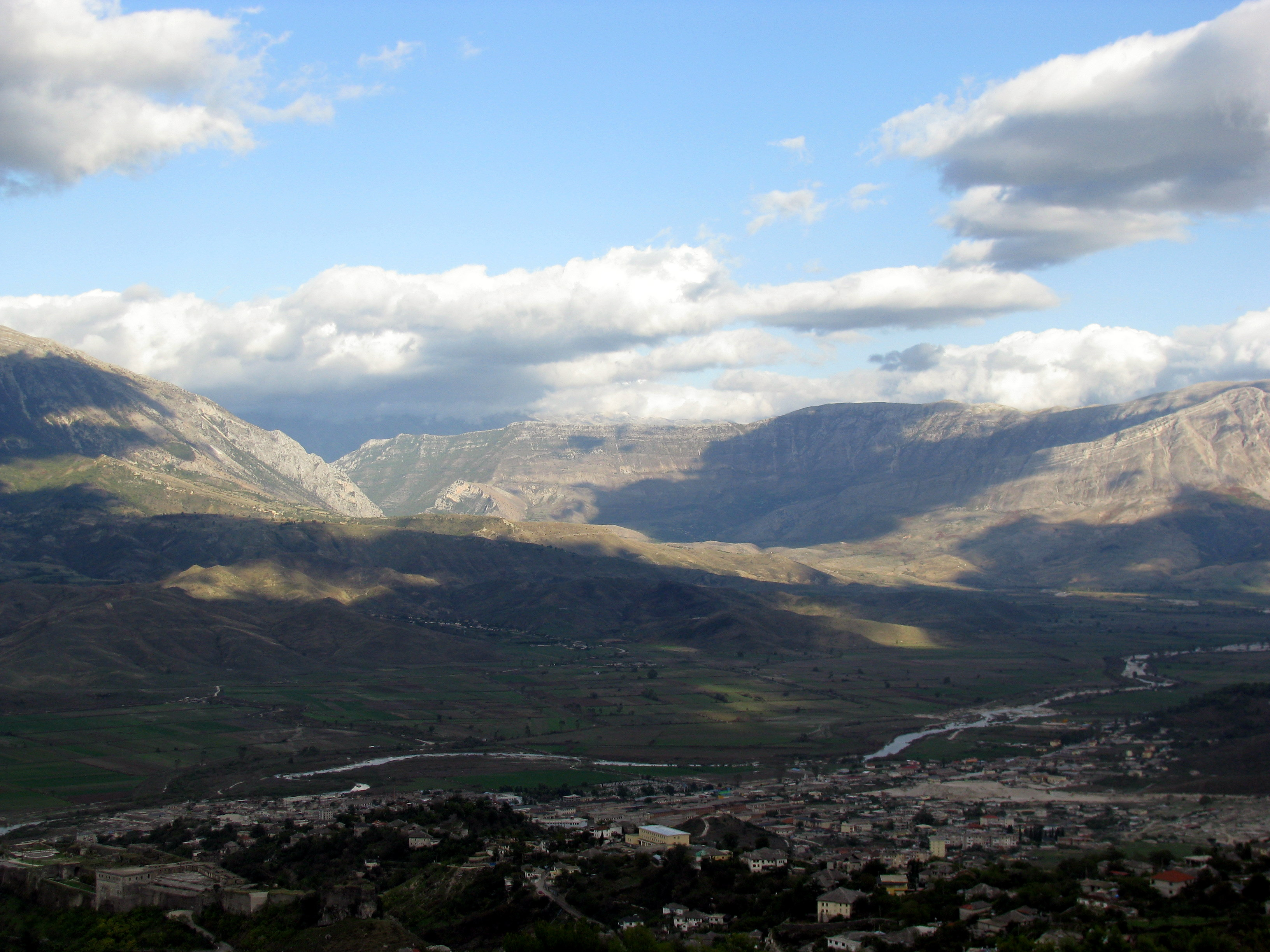
Die Berge und das Drino-Tal südöstlich von Gjirokastra von der Stadt aus gesehen

Der Kreis Gjirokastra (albanisch Rrethi i Gjirokastrës) war einer der 36 Verwaltungskreise Albaniens, die im Sommer 2015 nach einer Verwaltungsreform aufgehoben worden sind. Das Gebiet im Süden des Landes mit einer Fläche von 1137 Quadratkilometern gehört zum Qark Gjirokastra. Der Kreis hatte im Jahr 2011 35.843 Einwohner. Benannt wurde der Kreis nach dem Hauptort Gjirokastra.

## Geographie und Bevölkerung
Die Region ist stark gebirgig. Einzig das langgezogene Tal des Drino, das sich von Süden nach Norden durch das Gebiet des Kreises zieht, bietet große ebene Flächen auf rund 200 m ü. A. Eingekesselt wird das Tal im Westen durch den langen Bergzug des Mali i Gjerë (1800 m ü. A.) und im Osten durch den Lunxhëria-Buretoja-Bergzug (2156 m ü. A.), die sich im Norden zu einer Schlucht verengen, durch die der Drino das Gebiet verlässt. Der Lunxhëria-Berg und die Buretoja verfügen über ein Hügelvorland, so dass sich die Ebene im Drino-Tal hier weniger weit erstreckt. Die Ortschaften haben sich erst in den letzten Jahrzehnten vereinzelt in die Ebene ausgedehnt. Traditionell liegen sie am Talrand, am Hang oder in den Hügeln. Das Drino-Tal ist kulturhistorisch reich, wobei insbesondere die antiken Städte Antigonea und Adrianapol zu erwähnen sind.
Hinter der Lunxhëria-Buretoja-Bergkette befindet sich die abgelegenen Hochtäler von Zagoria und Pogon, die nur schwer zu erreichen sind. Sie werden im Osten durch den steilen Gebirgszug Dhëmbel-Nemërçka (2485 m ü. A.) begrenzt, der die Grenze zum Kreis Përmet bildete. Im Süden und Osten bildete die Kreisgrenze zugleich die Landesgrenze zu Griechenland.

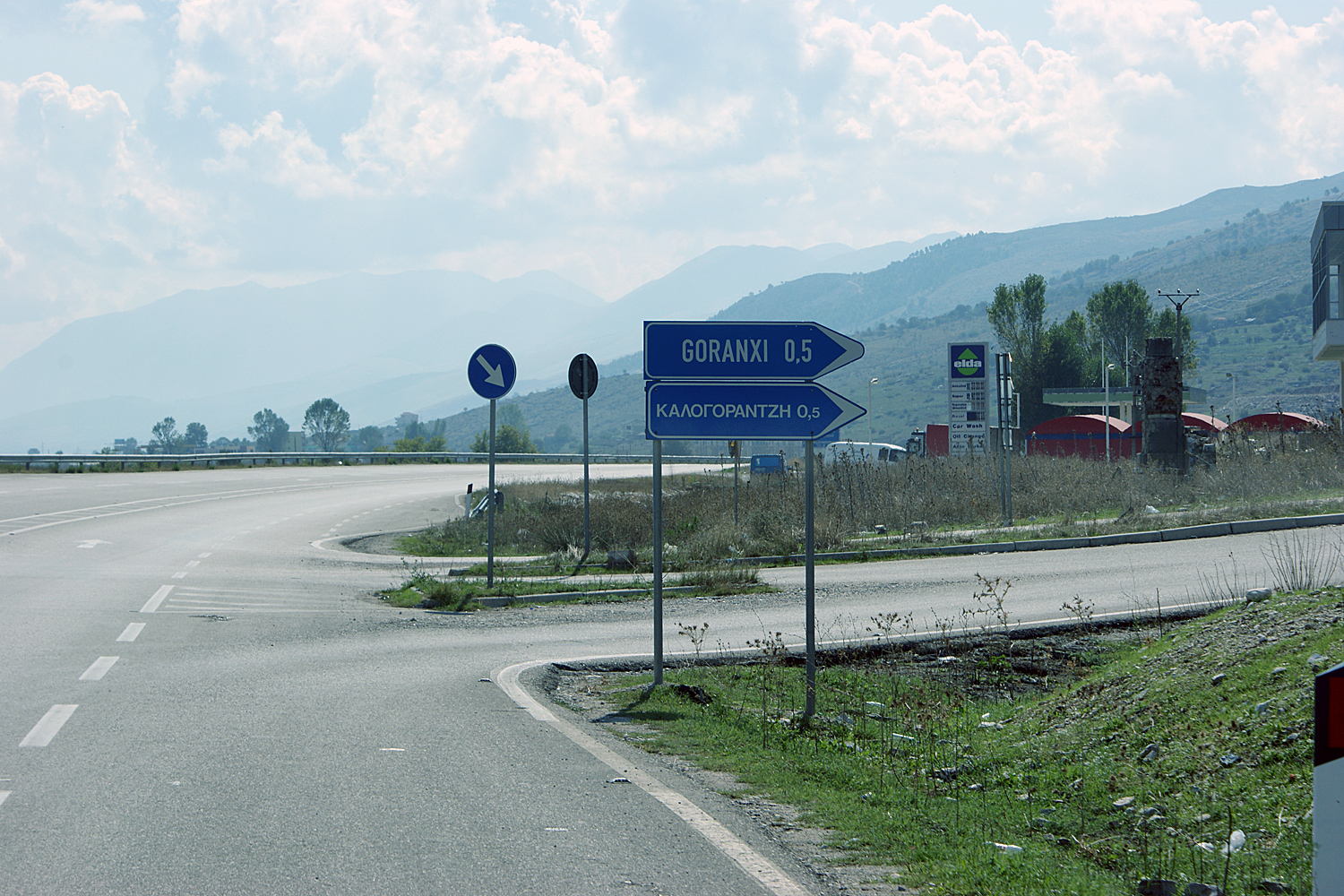
Zweisprachiges Straßenschild südlich von Gjirokastra

Der Kreis Gjirokastra verfügt über eine große griechische Minderheit, die in 33 Dörfern südlich von Gjirokastra lebt. Sie konzentrieren sich im Dropull, dem südlichen Drino-Tal, und im Pogon-Tal. Mehr noch als die restliche Bevölkerung des Kreises emigrierten die Griechen in den 1990er Jahren aus Albanien. Die Rechte der Griechen haben immer wieder zu Streitigkeiten zwischen Albanien und Griechenland geführt. In Griechenland wurde auch immer wieder die Forderung laut, den Nord-Epirus, zudem der Kreis Gjirokastra gehört, dem griechischen Staat einzugliedern.
Genau 50 Prozent beträgt der Anteil der Personen, die sich zu den orthodoxen Christen zählen. Der Anteil der Muslime beträgt 40 Prozent, wovon fast die Hälfte Bektaschi sind. Wichtige Zentren der Bektaschi sind die Tekken von Melan und Zall.

## Geschichte
Die Region hat eine lange Geschichte, von der noch zahlreiche Kulturgüter erzählen. Aus illyrischer Zeit sind noch zahlreiche Mauerreste der Siedlung Antigoneia erhalten. Bei Sofratike zeugen die Ruinen des Theaters von Adrianopel von einer bedeutenden griechisch-römischen Stadt. Dies ist die einzige Siedlung, die in der Ebene des Drino errichtet wurde. Die Marienkirche in Labova e Kryqit stammt aus dem 10. Jahrhundert. An die türkische Zeit erinnern noch zahlreiche Burgen, Brücken und insbesondere die als UNESCO-Welterbe ausgezeichnete Altstadt von Gjirokastra.

## Wirtschaft

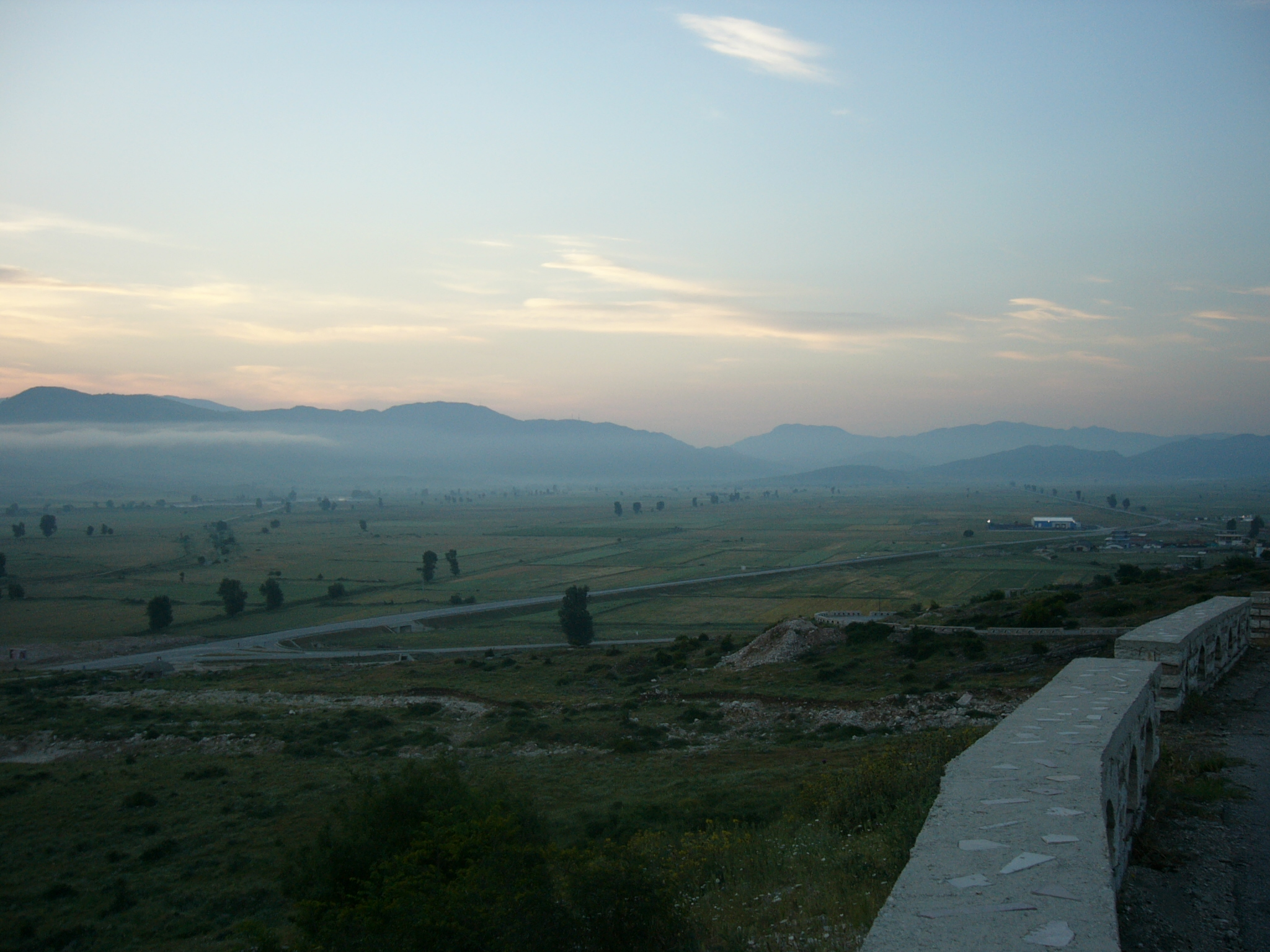
Morgendämmerung überm Drino-Tal bei Jergucat – Blick nach Südosten zum Grenzübergang Kakavija

Außerhalb von Gjirokastra ist die Wirtschaft primär von der Landwirtschaft geprägt. Hier ist der Staat mit seinen Behörden und Bildungseinrichtungen wichtiger Arbeitgeber. Aufgrund des guten Straßenanschlusses an Griechenland sind im Kreis diverse Handelsniederlassungen und Importfirmen entstanden – insbesondere in den Dörfern der griechischen Minderheit entlang der Straße von Gjirokastra zur Grenze. Nahe der Grenze befindet sich im Dorf Glina eine große Mineralquelle und ein bedeutender Tafelwasserproduzent.
Der Tourismus gewinnt allmählich an Bedeutung, konzentriert sich aber vor allem auf den Hauptort.
Die Guardia di Finanza zählte 2013 im Dorf Lazarat südlich von Gjirokastra 500 Cannabis-Plantagen, die 319 Hektar Land umfassten. Seit 2014 wird der Anbau von der Polizei aber verfolgt.

## Verkehr
Der Kreis Gjirokastra wird von der Nationalstraße SH 4 gequert, die von Mittelalbanien zum Grenzübergang Kakavia führt. Diese Straße von Gjirokastra zur Grenze wurde von 1997 bis 2001 zu einer Schnellstraße ausgebaut. Später wurden weitere Straßen ausgebaut oder sogar komplett neu gebaut.

## Gemeinden
Das Gebiet des Kreises ist seit 2015 in die Gemeinden (bashkia) Gjirokastra, Libohova und Dropull aufgeteilt.
| Name              | Einwohner (2011) | Gemeindeart | Gehört heute zur Bashkia |
| ----------------- | ---------------- | ----------- | ------------------------ |
| Gjirokastra       | 19.836           | Bashkia     | Gjirokastra              |
| Libohova          | 1.992            | Bashkia     | Libohova                 |
| Antigone          | 998              | Komuna      | Gjirokastra              |
| Cepo              | 1.727            | Komuna      | Gjirokastra              |
| Dropull i poshtëm | 2.100            | Komuna      | Dropull                  |
| Dropull i sipërm  | 971              | Komuna      | Dropull                  |
| Lazarat           | 2.801            | Komuna      | Gjirokastra              |
| Lunxhëri          | 1.941            | Komuna      | Gjirokastra              |
| Odria             | 433              | Komuna      | Gjirokastra              |
| Picar             | 937              | Komuna      | Gjirokastra              |
| Pogon             | 432              | Komuna      | Dropull                  |
| Qendër Libohova   | 1.264            | Komuna      | Libohova                 |
| Zagoria           | 411              | Komuna      | Libohova                 |